# Psallops
Psallops is een geslacht van wantsen uit de familie van de Miridae (Blindwantsen). Het geslacht werd voor het eerst wetenschappelijk beschreven door Usinger in 1946.

## Soorten
Het genus bevat de volgende soorten:

- Psallops bitterfeldi Herczek et al., 2015
- Psallops chinensis C.S. Lin, 2004
- Psallops coloratus Herczek, Popov & Gorczyca, 2017
- Psallops cookensis Namyatova & Cassis, 2018
- Psallops eocenicus Herczek, Popov & Gorczyca, 2015
- Psallops formosanus C.S. Lin, 2008
- Psallops fulvioides Yasunaga & Yamada, 2010
- Psallops grandoculus Linnavuori & Al-Al-Né'amy, 1982
- Psallops kalumburu Namyatova & Cassis, 2018
- Psallops kimberley Namyatova & Cassis, 2018
- Psallops leeae C.S. Lin, 2004
- Psallops linnavuorii Herczek, Popov & Gorczyca, 2016
- Psallops luteus C.S. Lin, 2006
- Psallops myiocephalus Yasunaga, 1999
- Psallops nakatanii Yasunaga, 1999
- Psallops niedzwiedzkii Herczek & Popov, 2016
- Psallops oculatus Usinger, 1946
- Psallops ponapensis Carvalho, 1956
- Psallops popovi Herczek, 2011
- Psallops sakaerat Yasunaga & Yamada, 2010
- Psallops schmitzi Herczek & Popov, 2014
- Psallops webbi Herczek & Popov, 2014
- Psallops webbii Herczek & Popov, 2015
- Psallops yaeyamanus Yasunaga, 1999
- Psallops yapensis Carvalho, 1956